# Montanhas
Montanhas is een gemeente in de Braziliaanse deelstaat Rio Grande do Norte. De gemeente telt 12.834 inwoners (schatting 2009).

## Aangrenzende gemeenten
De gemeente grenst aan Nova Cruz, Pedro Velho en Jacaraú (PB).